# Campoletis longicalcar
Campoletis longicalcar är en stekelart som först beskrevs av Kokujev 1915.  Campoletis longicalcar ingår i släktet Campoletis och familjen brokparasitsteklar. Inga underarter finns listade.